# فرانك مارتن (فارس)
فرانك مارتن (بالسويدية: Frank Martin)‏ هو فارس ‏ سويدي، ولد في 30 ديسمبر 1885 في ستوكهولم في السويد، وتوفي بنفس المكان في 28 أغسطس 1962.

## وصلات خارجية
- فرانك مارتن على موقع أوليمبيديا (الإنجليزية)
- فرانك مارتن على موقع اللجنة الأولمبية السويدية (السويدية)